# Aphanopleura
Aphanopleura är ett släkte i familjen flockblommiga växter. Dess arter förekommer i Kaukasus och Iran.

## Arter
Släktet har tre accepterade arter:
- Aphanopleura breviseta
- Aphanopleura trachysperma
- Aphanopleura zangelanica